# Vestiduras litúrgicas cristianas

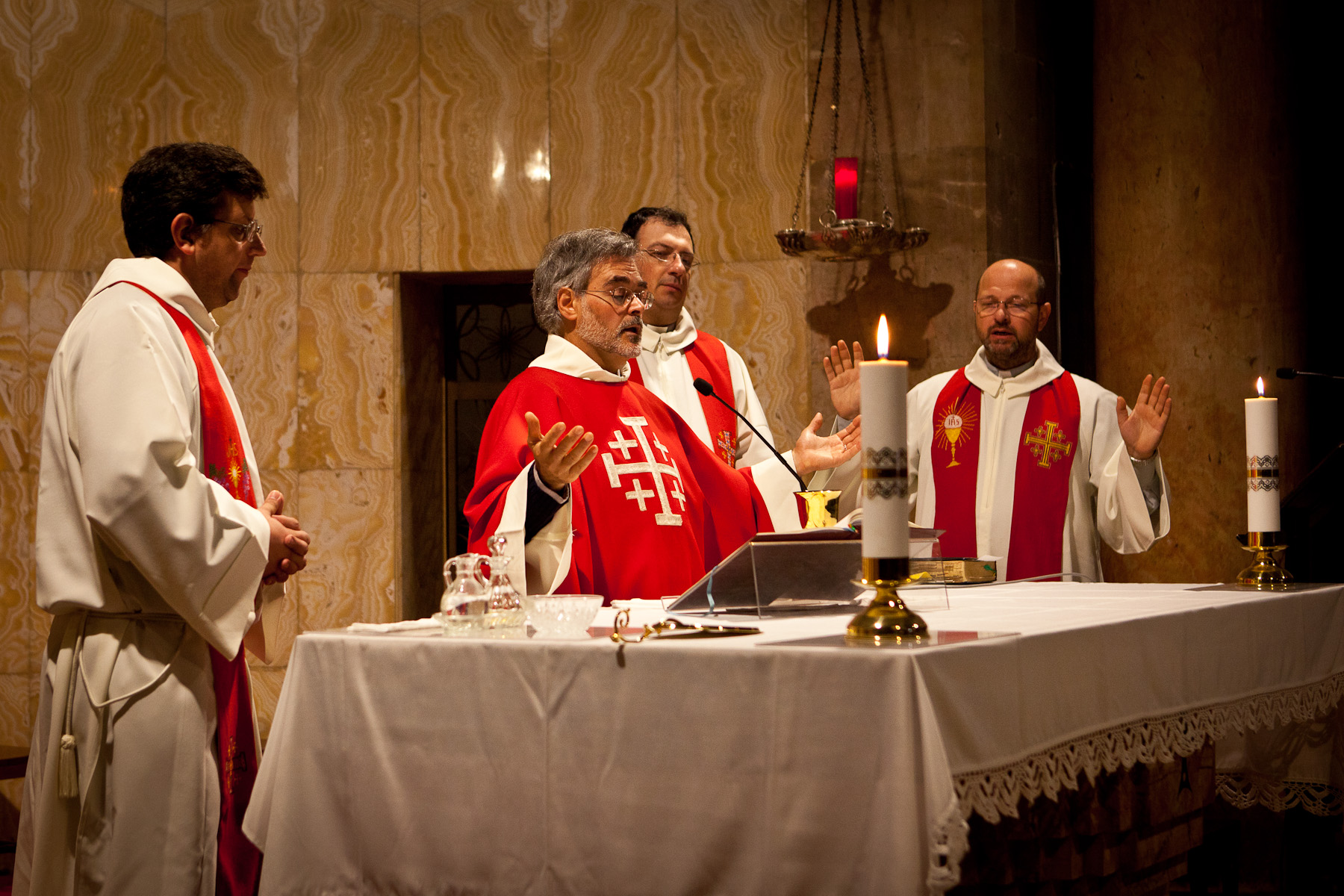
Oficio de una misa

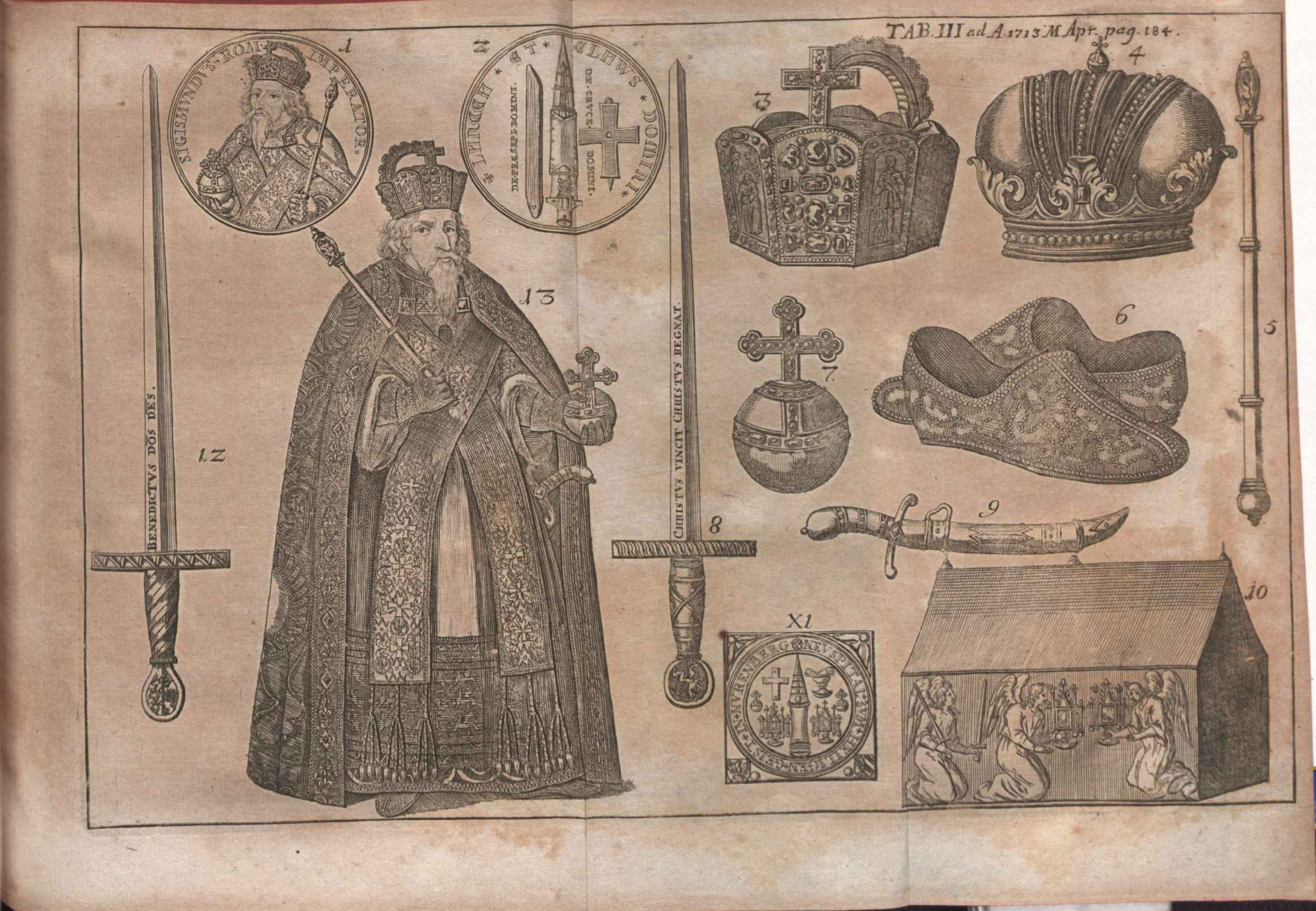
Vestiduras litúrgicas desde Acta Eruditorum, 1713

Las vestiduras litúrgicas son las que usan los religiosos para el ministerio del altar. 
Los hábitos que se usaban antiguamente en el ministerio del altar solo se distinguían de los ordinarios o civiles por su mayor aseo y por el color, y con el trascurso del tiempo ha sido cuando se han destinado para la celebración de los sagrados misterios, ciertos hábitos especiales con algunas significaciones místicas. Dece Fleury que la casulla era un vestido vulgar en tiempo de San Agustín, que la dalmática se usaba desde la época del emperador Valeriano y que la estola era una especie de capa que llevaban hasta las mujeres. Nosotros la hemos confundido, dice, con el orarium, que era una tira de lienzo de que se servían los que querían estar limpios, para enjugarse el sudor del cuello y del rostro; por último, el manípulo, en latín manipula, no era más que una servilleta o una especie de pañuelo puesto sobre el brazo para servirse de él en el altar. El alba, era sin duda antiguamente muy común entre los seglares, pues que el emperador Aureliano regaló al pueblo romano algunas túnicas de esta clase. 
Respecto a todos estos hábitos y a algunos otros han hecho los concilios diferentes cánones. Los diáconos de la Iglesia romana se servían de manípulos durante el santo sacrificio: los de Rávena los usaban también y a fin de que nadie los disputara este derecho, pidieron al Papa San Gregorio que se le confirmase. San Cesáreo de Arlés obtuvo del papa Símaco permiso para que los diáconos de su iglesia llevasen dalmática. El autor de la vida de este santo distingue la casulla que usaba en la iglesia de la que llevaba en la calle,  y este hecho prueba lo que hemos dicho anteriormente, esto es, que antiguamente se usaban en el altar los mismos hábitos que de ordinario, con sola alguna distinción en su limpieza. El color blanco parece ser el que más se ha usado en la Iglesia: San Gregorio Turonense nos representa el coro de sacerdotes vestidos de blanco y San Gregorio Nacianceno nos dice lo mismo de su clero pero con la particularidad de añadir que los clérigos así vestidos imitaban a los ángeles por el brillo de este color.

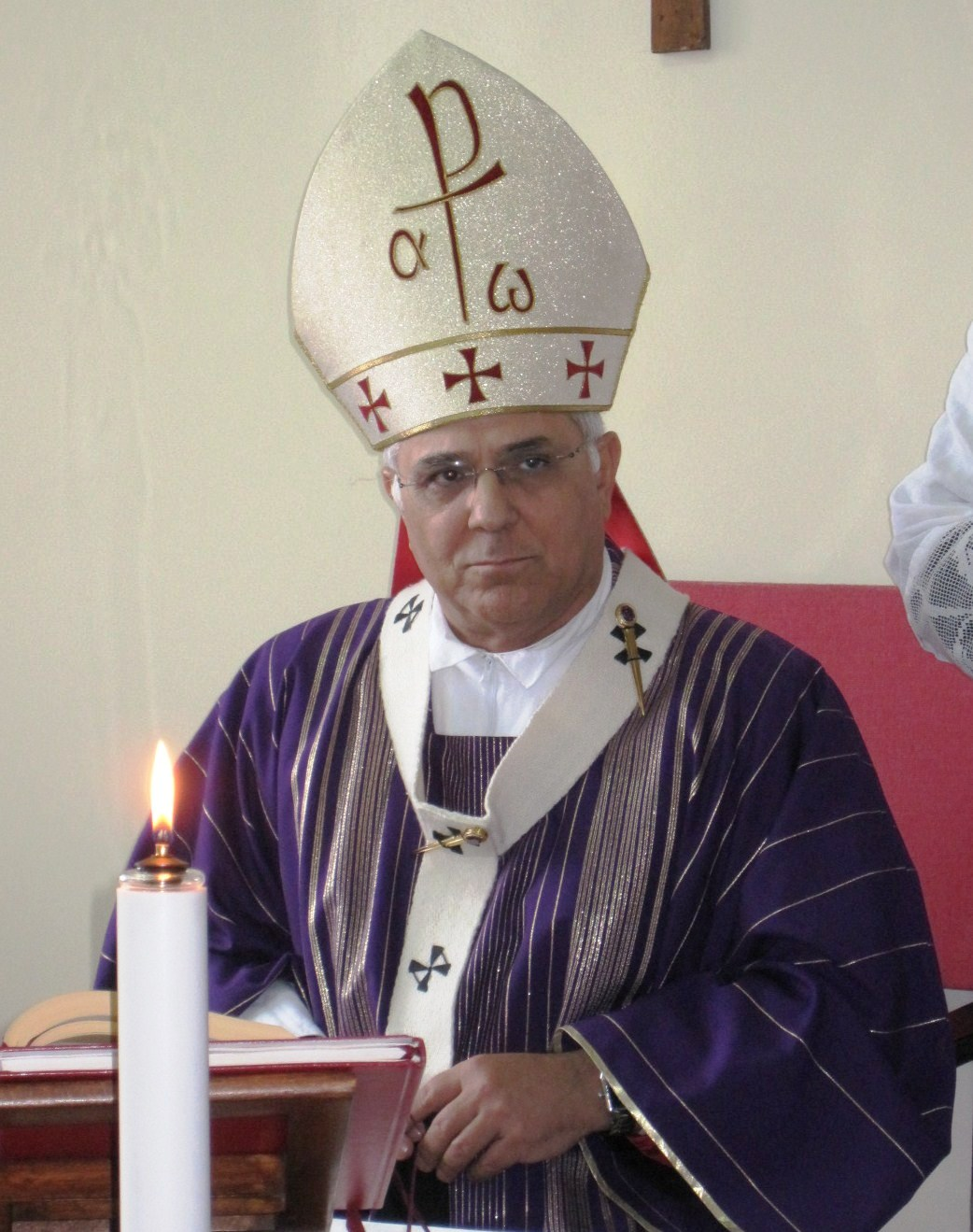
Vestiduras de Obispo

El cuarto Concilio de Toledo ordena que se devuelvan a los que fueren depuestos injustamente, los ornamentos de que se les hubiere despojado: 
- a los obispos, la estola, el anillo y el báculo
- a los presbíteros, la estola y la casulla
- a los diáconos, la estola y el alba
- a los subdiáconos, la patena y el cáliz, porque en aquel tiempo no llevaban todavía alba los subdiáconos españoles ni dalmática los diáconos.

El mismo concilio prohíbe a los diáconos llevar dos estolas. El tercer Concilio de Bretaña manda deponer a los que se sirvan de los vasos y ornamentos sagrados en la vida civil y dispone que los sacerdotes se cubran la cabeza y los hombros con la estola y que se la crucen delante del pecho, de manera que represente la señal de la cruz. El Papa Nicolás determinó los hábitos que debían llevar en el coro los canónigos de San Pedro de Roma: dispuso que usaran sobrepelliz sin capa de coro  desde Pascua de Resurrección hasta el día de Todos los Santos, y capas de coro, de estameña, sobre la sobrepelliz, desde Todos los Santos hasta Pascua de Resurrección, lo cual ha sido adoptado después por todos los cabildos. Este sobrepelliz llegaría probablemente hasta el suelo puesto que el Papa dice: Lineis togis superpelliceis. La capa de coro de los canónigos era distinta de la de los demás beneficiados. El Concilio de Basilea dispone que la sobrepelliz llegue más abajo de la mitad de las piernas y que se usen las capas y sobrepellices según las estaciones y costumbres de los diferentes países. Puede dudarse, dice Tomasino, si aquellas antiguas sobrepellices tendrían mangas porque no eran más que unas capas de lino y el Concilio de Narbona parece que las opone a los roquetes: Linea non machinola veste sine roqueto. 
En Italia, en tiempo de San Carlos, la sobrepelliz tenía mangas y el Concilio de Milán ordenó que se llevaran anchas para distinguirlas de las del roquete. Quizá, en algunos puntos se habrá llevado más tiempo que en otras iglesias la sobrepelliz sin mangas. El Concilio de Aix condena esta costumbre y manda al mismo tiempo llevar el roquete debajo de la capa de coro. El autor más antiguo que ha tratado de la sobrepelliz es Esteban de Tournay, que dice: Superpelliceum novum candidum talare.

## Tocados
El traje de la cabeza no es de uso muy antiguo. En 1212, los religiosos de la Iglesia metropolitana de Canterbury obtuvieron del Papa Inocencio IV, permiso para tener el bonete puesto durante el oficio divino, porque habiendo asistido a él hasta entonces con la cabeza desnuda, habían adquirido enfermedades molestas. El Concilio de Basilea manda que se use un bonete que llama biretam. Este bonete no se llevaba únicamente dentro de la iglesia, sino también fuera: hoy no se usa más que cuando se está en traje de coro, ya en la iglesia o bien fuera de ella en las procesiones. Estos ornamentos de la cabeza eran comunes a los eclesiásticos y a los seglares porque en la crónica de Flandes y en la continuación de Nangis, se habla de la muceta y del birrete o bonete del emperador Carlos IV en el paraje en que estos autores refieren lo que pasó en la entrevista de estos príncipes. El color del bonete debe ser negro según el Concilio de Asti celebrado en 1588
El escritor Sarnelli refiere que los canónigos de Amberes llevaban el bonete morado, no como una prerrogativa, sino por conformarse con una antigua tradición. Los bonetes de los cardenales son encarnados, los de los obispos morados y los de los canónigos, negros. 
El Concilio de Basilea prohíbe lo que se llamaba caputium, y que los concilios posteriores han permitido: quizá en el primero significaría un sombrero y en los demás la muceta o la capucha de la capa de coro. El Concilio de Reims habla de ella como de un ornamento propio de los canónigos: Sinc almutio et aliis canonicorum insignibus dice este concilio en el capítulo de los canónigos y a continuación, prohíbe llevar la muceta y la sobrepelliz en los parajes públicos. Esto pertenece más bien a la liturgia que al derecho canónico, por lo que puede verse el Diccionario Litúrgico del abate Pascual.

## Vestidos

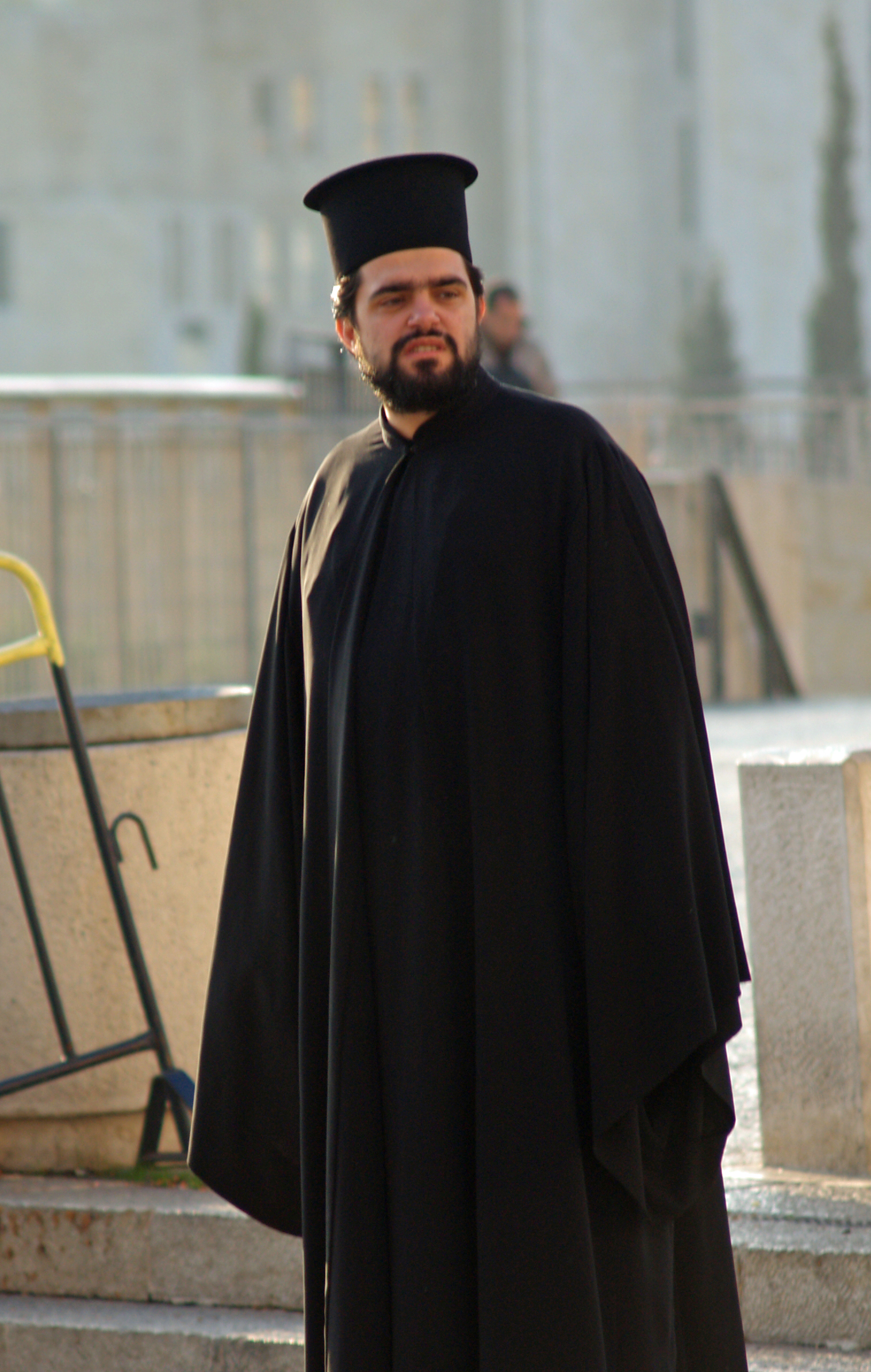
Clérigo ortodoxo oriental en Jerusalén.

La muceta es un vestido de coro que se usa, sobre todo en el invierno. El alba era antiguamente de uso ordinario y lo mismo la estola; pero a día de hoy todo esto ha variado. Como entonces, dice Tomasino, el alba era la que hacía principalmente distinguirse a los clérigos de los legos que vestían también ropa talar, estaba muy bien que la llevaran siempre; pero no existiendo ya esta costumbre y diferenciándose los clérigos de los legos por tantas otras cosas, no se ha creído decoroso llevar fuera de la iglesia la sobrepelliz que ha sucedido al alba; y esto es también lo que prohibió en 1583 el Concilio de Reims.
Como el alba era incómoda por su demasiada anchura, tomaron los clérigos la costumbre de atársela con un cordón o cíngulo; pero este cíngulo no es, hablando con propiedad, un hábito u ornamento eclesiástico, pero por lo demás debe ser del color del alba. La misma razón que hizo adoptar el cíngulo o ceñidor para el alba fue causa de que se adoptara también para la sotana. La significación mística del cíngulo, como lo indica la oración que se recita al ceñírsele, es la castidad que debe brillar sobre todo en los ministros del altar.
Casi todos los canónigos regulares habían conservado la antigua costumbre de llevar el sobrepelliz debajo de la sotana fuera de la iglesia. El Concilio de Milán dice que los curas deben llevar la caperuza al hombro y que el obispo debe usar siempre y hasta en el campo, la muceta y el roquete con un hábito corto; que debe vestir de negro en los días de ayuno y de morado en los demás, y por último que nunca debe presentarse ante un cardenal, un legado y un metropolitano sino con la muceta y el roquete.